# N-Ethylpentedron
N-Ethylpentedron (auch α-EAPP, NEP, NEPD) ist eine chemische Verbindung aus der Gruppe der substituierten Cathinone. In Interessensgruppen für solch psychoaktive Substanzen gewinnt NEP in den letzten Jahren laut einer Analyse des National Drug Early Warning System zunehmend an Beliebtheit. Es wurden mindestens zwei Todesfälle berichtet, für welche die Substanz indirekt verantwortlich war. Die Substanz wurde zuerst um 2010 gesichtet.

## Wirkung
N-Ethylpentedron wird sowohl als stimulierend als auch empathogen beschrieben und löst Zustände starker Euphorie aus. Laut einer Analyse bevorzugen Konsumenten den intranasalen Konsum, da hier die Bioverfügbarkeit höher sei als bei oraler Einnahme.

## Pharmakologie
Die Substanz agiert als ein Serotonin-Noradrealin-Dopamin Wiederaufnahmehemmer (SNDRI). N-Ethylpentedrone wurde in verschiedenen Tests auf seine Wirkung an einigen Transportern untersucht. Es zeigte eine Aufnahme von radioaktiv markierten [³H]Dopamin über den Dopamintransporter (hDAT) mit einem Wert von 0,82μM  ± 0,07 und eine [³H]MPP⁺-Aufnahme bei hDAT von 0,08μM  ± 0,02. Über den Serotonintransporter (hSERT) wurde eine [³H]5-HT-Aufnahme von 78,5μM  ± 0,2 gemessen. Dies ergibt sich ein sehr hohes Verhältnis von hDAT zu hSERT von 1029. Die serotonerge Komponente ist aufgrund der niedrigen Bindungsaffinität pharmakologisch zu vernachlässigen.

## Chemie

Grundstruktur des Phenethylamins

N-Ethylpentedron ist ein substituiertes Phenethylaminderivat, welches eine Propylgruppe am Rest der α-Position, ein Keton an der β-Position sowie eine Ethylgruppe am terminalen Amin besitzt.
Die Positionen R2 bis R6 bleiben unsubstituiert, hier befindet sich also je ein Wasserstoffatom.
N-Ethylpentedron ist das N-Ethylnormethylderivat zu Pentrdrone und das α-Propylnorbutylderivat zu N-Ethylhexedron.

## Metabolismus
N-Ethylpentedrone wird in der Leber hauptsächlich über vier Reaktionen abgebaut: N-Dealkylierung, Reduktion der Ketogruppe, sowie aromatische und aliphatische Hydroxylierung. Hier entstehen verschiedene Phase-I-Metaboliten, die je nach Spezies unterschiedlich häufig auftreten.

## Rechtsstatus
Als Abkömmling der substituierten Phenethylamine unterliegt N-Ethylpentedron in Deutschland dem Neue-psychoaktive-Stoffe-Gesetz. Bis auf die im Gesetz definierten Ausnahmen sind Handel, Inverkehrbringen, Herstellung, die Verabreichung sowie das Verbringen von N-Ethylpentedron grundsätzlich strafbar.

## Metabolismus
1. ↑  Dieser Stoff wurde in Bezug auf seine Gefährlichkeit entweder noch nicht eingestuft oder eine verlässliche und zitierfähige Quelle hierzu wurde noch nicht gefunden.
2. ↑  Marta Massano, Melani Nuñez-Montero, Esther Papaseit, Olga Hladun, Clara Pérez-Maña, Mireia Ventura, Emilia Marchei, Eugenio Alladio, Enrico Gerace, Simona Pichini, Magi Farrè, Alberto Salomone: Metabolic profile of N-ethylhexedrone, N-ethylpentedrone, and 4-chloromethcathinone in urine samples by UHPLC-QTOF-HRMS. In: Journal of Pharmaceutical and Biomedical Analysis. Band 241, 15. April 2024, S. 115994, doi:10.1016/j.jpba.2024.115994.
3. 1 2  National Drug Early Warning System (NDEWS): Alert from the NDEWS Web Monitoring Team: Online mentions of N- ethylpentedrone. Abgerufen am 25. Mai 2025 (englisch).
4. ↑  Elsevier Masson: N-ethylpentedrone: Two fatal cases in a secured forensic psychiatric clinic and comparison to driving under the influence of drugs cases. Abgerufen am 25. Mai 2025 (französisch).
5. ↑  Ewelina Pieprzyca, Rafał Skowronek, Piotr Czekaj: Toxicological Analysis of Cases of Mixed Poisonings with Synthetic Cathinones and Other Drugs of Abuse. In: Journal of Analytical Toxicology. Band 46, Nr. 9, 24. Januar 2023, S. 1008–1015, doi:10.1093/jat/bkab119.
6. ↑  L. Duart-Castells, N. Nadal-Gratacós, M. Muralter, B. Puster, X. Berzosa, R. Estrada-Tejedor, M. Niello, S. Bhat, D. Pubill, J. Camarasa, H. H. Sitte, E. Escubedo, R. López-Arnau: Role of amino terminal substitutions in the pharmacological, rewarding and psychostimulant profiles of novel synthetic cathinones. In: Neuropharmacology. Band 186, 15. März 2021, S. 108475, doi:10.1016/j.neuropharm.2021.108475.
7. ↑  Alexandre Barcia Godoi, Natalícia de Jesus Antunes, Kelly Francisco Cunha, Aline Franco Martins, Marilyn A. Huestis, Jose Luiz Costa: Metabolic Stability and Metabolite Identification of N-Ethyl Pentedrone Using Rat, Mouse and Human Liver Microsomes. In: Pharmaceutics. Band 16, Nr. 2, 9. Februar 2024, S. 257, doi:10.3390/pharmaceutics16020257, PMID 38399311, PMC 10893277 (freier Volltext).
8. ↑  Bundesgesetzblatt BGBl. Online-Archiv 1949 - 2022 | Bundesanzeiger Verlag. Abgerufen am 25. Mai 2025.
9. ↑  Anlage NpSG - Einzelnorm. Abgerufen am 25. Mai 2025.